# Babo Kabasu
Babo Kabasu (1950. március 4. – 2022. január 30.) zairei válogatott kongói labdarúgó.

## Pályafutása

### A válogatottban
1974 és 1976 között 3 alkalommal szerepelt a zairei válogatottban és 1 gólt szerzett. Részt vett az 1974-es világbajnokságon.